# Ørkenens Sønner
 Denne artikel omhandler den danske komikerkvartet Ørkenens Sønner. For andre betydninger af Ørkenens Sønner, se Ørkenens Sønner (flertydig). (Se også artikler, som begynder med Ørkenens Sønner)
Ørkenens Sønner er en dansk komikerkvartet bestående af Niels Olsen, Henrik Koefoed, Søren Pilmark og Asger Reher. Ørkenens Sønner er kendt for iført smoking og fez at levere lummer humor og sange derefter under det sigende motto "FisseFisseFezFez!". Ørkenens Sønner har optrådt siden 1991, men de blev først rigtig kendt, da de i 1997 lavede det tredje show: Gå aldrig tilbage til en fuser. Det er senere blevet til showene En storm i et glas vand, Et skud i tågen, En sang fra de varme lande, Varm luft i Canal Grande, Een gang til for prins Knud og En fez i en hornlygte. Det seneste show er Fingeren på pølsen, der havde premiere 2. november 2023.
Grundkonceptet med en herreloge er løst inspireret af Gøg og Gokke-filmen Sons of the Desert og et gammelt dukketeater. Kostumerne med smoking og fez er således identiske med dem, der bruges i filmen, ligesom logeeden er en oversættelse af sangen fra filmen. De enkelte sketches har dog intet med filmen at gøre, men er inspireret af forskellige kendte film, teaterstykker, personer og historiske begivenheder og omfatter således næsten alt lige fra Morten Korch til Slaget på Reden og er konstant drevet ud i det absurde.

## Sønnerne
- Khamel Ull-Zuut (Niels Olsen) – Den stortalende mester er så lang, som dagen er god. Med vekslende held forsøger han at styre logen med almindelig kommanderen og uendelige taler. Omend han har et logenavn (Khamel Ull-Zuut) er det aldrig blevet nævnt. Han omtales altid bare som 'Den stortalende mester'.
- Omar Papa (Søren Pilmark) – Logens magiske mester, der er leveringsdygtig i dødskasser, dødstanke og andre ubehageligheder, der ikke har været i brug siden 1919.
- Ali Bubbas Barkhar (Asger Reher) – Logens mindste medlem, der trods sit underdrevne ydre troligt overdriver med fjertomani.
- Yassirfir Dosirfem (Henrik Koefoed) – Dyrevennen, der ofte har det svært med de nedre regioner, end skønt han ellers har en del at vise frem.

Derudover har følgende medvirket
- Oraklet (Ole Ousen) – Logens tidligere, trofaste musiker, der med og navnlig mod sin vilje akkompagnerede logens talrige sange. (Afdød).
- Guitaristen (Troels Skovgaard) – Logens nye musiker. Blev introduceret i Varm luft i Canal Grande grundet Ole Ousens sygdom.
- Lyb Nuteh Ibrahim (Flemming Enevold) – Medvirkede i det allerførste show,[5] men måtte grundet travlhed overlade pladsen til Khamel Ull-Zuut i 1994.[1]
- Abdullah Madela (Anders Bircow) - Var vikar for Ali Bubbas Barkhar da han blev sygemeldt de sidste 14 dage af turneen i 2016, med showet "En gang til for Prins Knud".[6][7][8]

## Showene
- 1991: Ørkenens Sønner – Det første show der blev opført på Restaurant Allégade 10[9] og efter en beskeden start endte med fuldt hus.
- 1994: Ørkenens Sønner – Udvidet genopførelse af det første show på Bellevue Teatret.[1] Lyb Nuteh Ibrahim afløstes af Khamel Ull-Zuut. Ved den senere DVD-udgivelse fik showet undertitlen Årets fez-ligste show!.
- 1997: Gå aldrig tilbage til en fuser – Opfølgeren der for alvor gjorde Sønnerne landskendte.
- 2001: En storm i et glas vand – Med dette show fra 2001 blev Sønnerne mere temaorienterede. I dette tilfælde i form af havets mænd, der indledte begge akter.
- 2004: Et skud i tågen – I det femte show var temaet western, men ellers var alt ved det gamle.
- 2007: En sang fra de varme lande – Det sjette show, der fik premiere i Glassalen i Tivoli. Temaet var denne gang den afrikanske jungle og andre steder i de varme lande.
- 2011: Varm luft i Canal Grande - Sønnernes syvende show, der fik premiere i Glassalen 14. april 2011 kredsede om Venedig og Italien i øvrigt. Det sygdomsramte Oraklet afløstes af Guitaristen.
- 2015: Een gang til for prins Knud - Det ottende show, der havde premiere i Glassalen 11. april 2015, hvor blikket atter vendtes hjem mod gamle Danmark - vikinger, Christian IV osv.
- 2019: En fez i en hornlygte - Det niende show, der havde premiere i Teltet på Dyrehavsbakken 31. oktober 2019.[10]
- 2023: Fingeren på pølsen - Det tiende show, der havde premiere i Teltet på Dyrehavsbakken 2. november 2023.[11] Denne gang var fokus på Paris og Frankrig i øvrigt.[2]

### Udgivelser
Ørkenens Sønner (1994), Gå aldrig tilbage til en fuser og En storm i et glas vand er udgivet enkeltvis på VHS og DVD. Et skud i tågen, En sang fra de varme lande, Varm luft i Canal Grande og Een gang til for prins Knud er ligeledes udgivet enkeltvis på DVD. De pågældende shows er desuden udgivet samlet i DVD-bokssæt. En fez i en hornlygte og Fingeren på pølsen er udgivet på dvd og blu-ray. Det allerførste show fra 1991 er derimod ikke udgivet men foreligger kun i form af en privatoptagelse.

#### VHS
- Ørkenens Sønner (1994)
- Gå aldrig tilbage til en fuser
- En storm i et glas vand

#### DVD
- Ørkenens Sønner (1994)
- Gå aldrig tilbage til en fuser
- En storm i et glas vand
- Et skud i tågen
- En sang fra de varme lande
- Varm luft i Canal Grande
- Een gang til for prins Knud
- En fez i en hornlygte
- Fingeren på pølsen

#### DVD+CD
- Ørkenens Sønner (1994)
- Gå aldrig tilbage til en fuser
- En storm i et glas vand
- Et skud i tågen
- En sang fra de varme lande
- Varm luft i Canal Grande

#### Blu-Ray
- En fez i en hornlygte
- Fingeren på pølsen

#### CD
- Ørkenens Sønner (1994)
- Keld Sheik fra Åbenrå & Nu Ind'n De Går (CD-Single)

#### Streaming (musik)
- Ørkenens Sønner (1994)
- Gå aldrig tilbage til en fuser
- En storm i et glas vand
- Et skud i tågen
- Lad Os Alle Sprede (Single)
- En sang fra de varme lande
- 6 til jul (EP
- Syv Søde Sange (EP)
- Varm luft i Canal Grande
- Een gang til for prins Knud
- Lig i Ske (Single)
- Kære Nisse (Single)
- En fez i en hornlygte

#### DVD-boxset
- Fem-i-én (inkl. 5 CD'er)
- 6 med Ørkenens Sønner
- De syv døds sønner
- 8'er uden styrmand

## Faste indslag
- Logen – Iklædt smoking, fez og skråbånd stiller sønnerne op for at påhøre den stortalende mesters lange tale. En gerne selvforherligende tale, som dog er blevet kortere med årene.
- Fjertomanen – Otto Fjertoman har gjort sin bagdel til sin fordel og ekvilibrerer med denne på forskellig vis.
- Aftenens første landmandssketch – Hvor er der skønt på marken omme bag Gyllegården – Bestående af figurerne Grethe og Dorthe (som altid entrerer scenen først) Degnens Didrik, Postbuddet og af og til Grosserer Pikkerup og Doktor Svans. Forholdene mellem visse af figurerne har aldrig stået helt fast. Til tider fremstår Grethe, som er ejer af Gyllegården, som jomfruelig og naivt forelsket i Didrik; nogle gange som lidt af en løssluppen dame. Didrik spiller dobbeltspil og har både en affære med Dorthe samt tilsyneladende også en form for romantisk "kontrakt" med Grethe. I showet fra '94 er de endda gift og har en søn, som aldrig nævnes igen, og det er i samme show hele kontroversen vedr. Gyllegården begynder, eftersom Didrik har tabt den i et kortspil. Dette bringer os videre til Grosserer Pikkerup, som er den største efterspørger af Gyllegården. Hver gang figuren er i spil, sker der dog altid en eller anden Monty Python'sk absurditet, som ender i et musiknummer. Posten behandler brevene til Gyllegården med tvivlsom respekt, men formår altid at overlevere de bedste og værste nyheder/plot-tvists til sketchen. Dorthe er den, udadtil, pæne pige, som er dybt forelsket i Didrik  der gang på gang lover hende guld og grønne skove (men i En Finger på pølsen springer Dorthe ud og bliver gift med Grethe oppe på Eiffeltårnet.),. Opsætningen er ren Morten Korch.
- Historisk tema – Betlehem ved Kristi fødsel, Wilhelm Tell i de spanske alper, Slaget på Reden, Mahatma Gandhi og General Custer ved Little Bighorn, Stanley på jagt efter Dr. Livingstone, Cleopatra hos Casanova og Den lille havfrue ved Kristendommens indførelse i Danmark – historien har sine sære vildveje, og uundgåeligt dukker der personer op, der absolut ikke burde have været til stede. Hvordan Stanley midt i den afrikanske jungle møder både Tarzan og Karen Blixen er blot et eksempel på lidt historie, der ikke skal tages alt for seriøst (altså ligesom resten af showene).
- Temasketch – Sketch med relation til showets tema, så som nedstyrtede astronauter på Kongens Nytorv, sømænd på sjov i Shanghai, folk og fæ i Asshole City, international stemning i Casablanca, Tonys italienske restaurant efter at Lady og Vagabonden er gået og Emmas værtshus fra Huset på Christianshavn.
- Karlegymnastik – Indslag i de første par show, hvor sønderjyske Hr. Gudiksen viser, hvad hans knejte kan præstere. I de senere shows har indslaget ændret sig til at være mere orienteret på dans. F.eks. danser sønnerne rundt i enorme kondom-lignende dragter og badedragter i forskellige shows.
- Legionærer – Nede i det varme Sahara kommanderer Korporal Askerton rundt med sine tre legionærer. Ikke uproblematisk da den længste af disse er temmelig aggressiv, mens korporalen selv hyppigt går bersærk, bevæbnet med en kartoffelskræller til 9,85 eller en teaterkniv. I En sang fra de varme lande veg det til fordel for en gruppe safarijægere (uden geværer!), i Varm luft i Canal Grande var legionærerne blevet til gondolførere i Venedig og i Een gang til for prins Knud var de blevet til vikinger på Lolland. Ikke at det gør den store forskel på hverken rollefordelingen eller mandfolkenes savn efter kvinder.
- Aftenens yndlingspublikummer – Hver aften kåres en yndlingspublikummer - altid en kvinde - der besynges og begaves og tilbageleveres nogenlunde ubeskadiget.
- Magi – Assisteret af sin trofaste assistent Boris (også kaldet Slagter-Bob eller Aksel, afhængig af showet) gør Omar Papa det med magi og dødelige indretninger ikke brugt siden 1919 til hvis afprøvelse, der hidkaldes en frivillig, som vi "selvfølgelig" aldrig har set før og aldrig før har prøvet hvad han skal udsættes for.
- Ugerevy – Mens Sønnerne klæder om vises en ugerevy med gamle klip i nye sammenhænge, gamle reklamer, besøg ved en udgravning, parodier på tv-serier, fx Krøniken og Matador (kaldet hhv. Sønniken og Metadon),[14] og sidst men størst, Slikmutter! Slikmutter er en amerikansk pornostjerne ved navn Lisa Lipps.[15]
- Logeeden – Der er fælles rejsning.

## Julesange
- "Frem med julekuglerne" - Blev lagt ud til gratis download på orkenenssonner.dk i 2006.
- "Lad os alle sprede" - Udgivet på bl.a. iTunes i 2007. Den findes i en 2014 version på EP'erne: 6 til jul (2014), 6 til jul (2015) og Syv søde julesange.
- "På den første juledag" ("The Twelve Days of Christmas")- Musikvideo blev lagt op på YouTube i 2010.
- "Klokkespil" ("Jingle Bells") - Musikvideo blev lagt op på YouTube i 2011.
- "Gilbert" ("Rudolph the Red-Nosed Reindeer") - Musikvideo blev lagt op på YouTube i 2013.
- "Kilde min dingeling, ska' du" ("Søren Banjomus") - Musikvideo lagt ud på YouTube i 2014.
- "Jeg så julemanden kysse far" ("I Saw Mommy Kissing Santa Claus")- Musikvideo lagt ud på YouTube i 2015.
- "Lig i ske" ("Let It Snow! Let It Snow! Let It Snow!") - Musikvideo lagt ud på YouTube i 2018.

I 2014 blev EP'en 6 til jul udgivet med sangene: "Frem med julekuglerne", "Lad os alle sprede" (2014 version), "På den første juledag", "Klokkespil", "Gilbert" og "Kilde min dingeling, ska' du". I 2015 blev 6 til jul genudgivet med den nye sang; "Jeg så julemanden kysse far". Den EP blev så igen genudgivet i 2015 under navnet: Syv søde julesange (med undertitlen: Som vor mor sang dem).